# Antonio (album)
Antonio is het tot nu toe (2009) enige muziekalbum van de Braziliaanse zangeres/pianiste Délia Fisher. De naam Antonio is afkomstig van haar zoon, aldus de achterkant van de hoes van haar album (Antonio Fisher Band). Het album verscheen op Carmo nr. 11, een sublabel van ECM Records. De muziek is lichte jazzmuziek met Braziliaanse invloeden.

## Composities
1. Alberta (5:34)
2. Øslo (4:10)
3. Araçagy (3:52)
4. Tjarde em Laranjeiras (to Nivaldo Ornelas) (4:31)
5. Velhos Tempos Lá em casa (1:56)
6. Ixejá (5:50)
7. 88 (6:02)
8. Post Meridien (5:42)
9. Maio (to Luiz Eca) (3:18)
10. Choro de Pai (3:05)
11. Arcádia (4:38)
12. Dona Lia (3:24) (met Henrique Band)